# Forêts du Bouclier canadien occidental
Localisation
Les forêts du Bouclier canadien occidental sont une écorégion terrestre nord-américaine du type forêts boréales, taïga du World Wildlife Fund.

## Répartition
Les forêts du Bouclier canadien occidental recouvrent l'ouest de l'Ontario, le centre-nord du Manitoba et de la Saskatchewan ainsi qu'une petite portion dans le nord-est de l'Alberta. 

## Climat
La température moyenne annuelle varie entre −4 °C et 0,5 °C.  La température estivale moyenne varie entre 14 °C et 11,5 °C alors que la température hivernale moyenne varie entre −20,5 °C et −14,5 °C.  Le taux de précipitations annuel se situe entre 350 mm et 700 mm.  

## Géomorphologie
Les formations glaciolacustres et fluvioglaciaires sont abondantes dans cette écorégion.  Les lacs et les milieux humides sont également omniprésents.  Le pergélisol est présent en quelques endroits.  On retrouve dans les plaines de l'Athabasca les dunes les plus importantes des régions boréales d'Amérique.

## Caractéristiques biologiques
Les forêts du Bouclier canadien occidental sont dominées par des peuplements d'épinettes noires et de pins gris avec un sous-bois d'éricacées, de lichens et de mousses.  Les peupliers faux-tremble, les bouleaux blancs, les épinettes blanches, les peupliers baumiers et les sapins baumiers composent aussi des portions significatives de ces forêts.  Les zones mal drainées se couvrent de tourbières avec des épinettes noires.  Sur les affleurements rocheux, seuls les lichens sont présents. 

## Conservation
On estime toujours intacte environ 80 % de cette écorégion sauf au Manitoba où cette proportion descend à 65 %. Les causes de perturbation sont l'exploitation forestière et minière ainsi que les inondations par les réservoirs hydroélectriques.   